# NAsH Oswaldo Cruz (U-18)

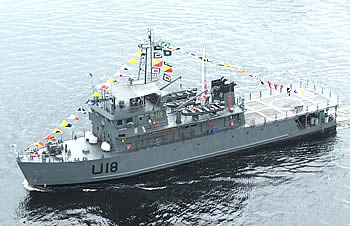
NAsH Oswaldo Cruz (U-18), maio de 2009.

O NAsH Oswaldo Cruz (U-18) é uma embarcação da Marinha do Brasil que exerce a função de Navio de assistência hospitalar.
Subordinado ao comando da Flotilha do Amazonas (9º Distrito Naval), desenvolve atividades de atendimento de saúde (médica e odontológica) às comunidades ribeirinhas.

## Origem do nome
O nome do navio é uma homenagem a Oswaldo Gonçalves Cruz (1872—1917) que foi um cientista, médico, bacteriologista, epidemiologista e sanitarista brasileiro.
O "Candiru da Amazônia" navega sob o lema "Saúde onde houver vida!"

## Construção
Foi projetado e construído no Arsenal de Marinha do Rio de Janeiro (AMRJ) para operar na região amazônica, é o primeiro de sua classe.
- Lançamento: 11 de julho de 1983
- Incorporação: 29 de maio de 1984

## Características

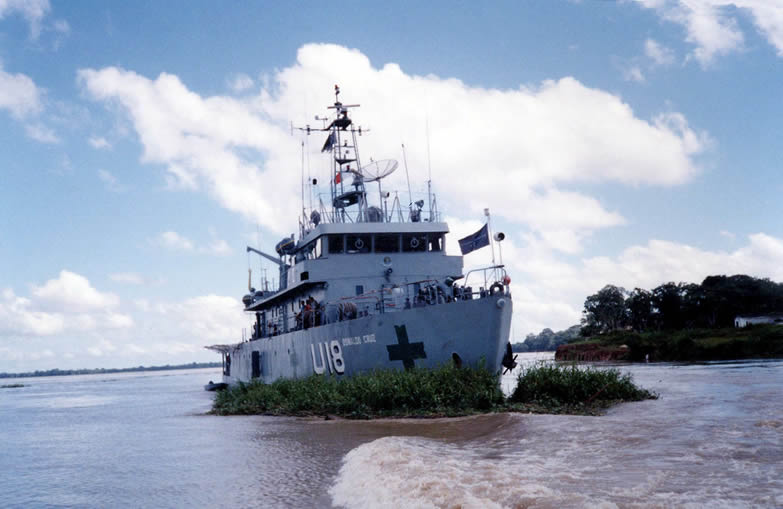
NAsH Oswaldo Cruz (U-18) navegando na Amazônia.

- Deslocamento: 360 toneladas (padrão), 490 toneladas (plena carga).
- Dimensões: 47 m de comprimento, 8.5 m de boca e 1.8 m de calado.
- Propulsão: diesel; 2 motores diesel Scania de 714 bhp.
- Velocidade: 7 nós rio acima e 12 nós descendo o rio
- Raio de ação: 3000 milhas náuticas
- Eletricidade: 2 geradores diesel de 180 kVA e 1 de 60 kVA.
- Equipamentos: 2 lanchas rápidas para transporte de pessoal.
- Aeronaves:  convôo capaz de operar 1 helicóptero do tipo Bell Jet Ranger IH-6 ou 1 Hélibras Esquilo UH-12.
- Tripulação: 27 homens,sendo 6 oficiais e 22 praças
- Equipe médica: 4 oficiais médicos, 2 oficiais dentistas e 15 praças enfermeiros/farmacêuticos.
- Facilidades médicas: 2 ambulatórios, 2 gabinetes odontológicos, 2 gabinetes médico/farmácia,1 laboratório, 1 farmácia, 1 sala de raio X, 2 enfermarias, 1 sala de cirurgia, sistema de computadores para cadastramento dos ribeirinhos e sala para instrução e palestras.